# NGC 390
NGC 390 je zvijezda u zviježđu Ribama. 

## Vanjske poveznice
- SEDS: NGC 0390